# Рейчел Білсон
Ре́йчел Са́ра Бі́лсон (англ. Rachel Sarah Bilson; нар. 25 серпня 1981, Лос-Анджелес, Каліфорнія, США) — американська акторка, найбільш відома ролями у фільмі «Телепорт» (2008) і в телесеріалах «Чужа сім'я» (2003—2007) та «Зої Гарт із південного штату» (2011—2015). П'ятиразова лауреатка премії «Вибір тінейджерів».

## Ранні роки
Рейчел Білсон народилась 25 серпня 1981 року в Лос-Анджелесі. Її батьки — Денні Білсон, сценарист, режисер і продюсер, і сексотерапевтка Дженіс (до шлюбу Станго). Батько — єврей, а мати — уродженка Філадельфії з італійським корінням. Прадід за батьківською лінією Джордж Білсон, що народився в Лідсі, очолював відділ з виробництва трейлерів у кінокомпанії RKO Pictures; її прабабуся з Брукліна Гетті Білсон, була сценаристкою, а дід Брюс Білсон, здобув премію «Еммі» за режисуру. Батьки Рейчел розлучились, коли їй було дев'ять, 1997 року батько одружився з акторкою Гетер Медвей.

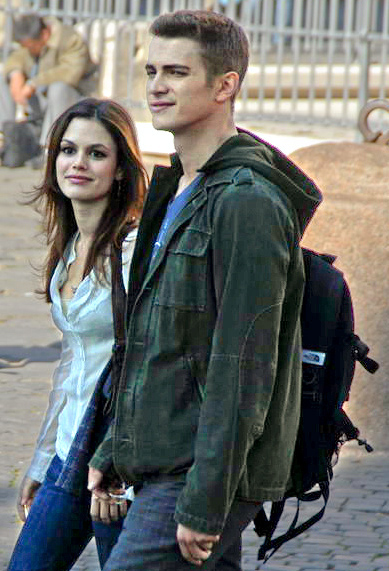
Рейчел Білсон та Гайден Крістенсен у 2006 році

Білсон описує себе в підлітковому віці як схильну до саморуйнації бунтарку. В 14 років вона з друзями брата потрапила в автомобільну аварію, через що кілька днів пролежала непритомною, дістала шрам над правим оком та інколи переживає напади мігрені й провали в пам'яті. По твердженням Білсон, ця подія змінила її, змусивши «припинити потрапляти в неприємності». Після аварії вона навчилася грати на піаніно. 1995 року Білсон закінчила середню школу імені Волтера Ріда, а 1999 року — старшу школу Нотр-Дам. 
Під час навчання в Нотр-Дамі грала в театральних постановках «Бувай, пташко», «Одного разу на матраці» й «Суворе випробування».

## Фільмографія

### Фільми
| Рік  |    | Українська назва                          | Оригінальна назва                          | Роль                       |
| ---- | -- | ----------------------------------------- | ------------------------------------------ | -------------------------- |
| 2003 | кф | Незламна                                  | Unbroken                                   | Рейчел                     |
| 2006 | ф  | Прощальний поцілунок                      | The Last Kiss                              | Кім                        |
| 2008 | ф  | Телепорт                                  | Jumper                                     | Міллі Гарріс               |
| 2008 | ф  | Нью-Йорку, я люблю тебе                   | New York, I Love You                       | Моллі (розділ «Цзян Вень») |
| 2010 | ф  | В очікуванні вічності                     | Waiting for Forever                        | Емма Твіст                 |
| 2011 | ф  | Життя трапляється                         | L!fe Happens                               | Лора                       |
| 2013 | ф  | З ким переспати?!!                        | The To Do List                             | Ембер                      |
| 2014 | ф  | Пограбування по-американськи              | American Heist                             | свідок                     |
| 2018 | кф | Магнітна плазма для масових просвітителів | Magnetic Plasma for mass(es) Enlightenment | Love                       |

### Телебачення
| Рік       |    | Українська назва                               | Оригінальна назва                                | Роль                                                    |
| --------- | -- | ---------------------------------------------- | ------------------------------------------------ | ------------------------------------------------------- |
| 1992      | с  | Жива мішень                                    | Human Target                                     | дівчина з м'ячем (невипущений пілотний епізод)          |
| 1998      | с  | Це правдива історія                            | It's True!                                       | Дженна (Епізод: "The Rats of Rumfordton")               |
| 2003      | с  | 8 простих правил для друга моєї дочки-підлітка | 8 Simple Rules... for Dating My Teenage Daughter | дівчина з жуйкою (Епізод: "Career Choices")             |
| 2003      | с  | Баффі — переможниця вампірів                   | Buffy the Vampire Slayer                         | Колін (Епізод: "Dirty Girls")                           |
| 2003—2007 | с  | Чужа сім'я                                     | The O.C.                                         | Саммер Робертс (92 епізоди)                             |
| 2004      | с  | Шалене телебачення                             | MADtv                                            | Саммер Робертс (Епізод: #9.22)                          |
| 2004      | с  | Шоу 70-х                                       | That '70s Show                                   | Крісті (Епізод: "5:15")                                 |
| 2007      | с  | Чак                                            | Chuck                                            | Лу (2 епізоди)                                          |
| 2010—2014 | с  | Як я зустрів вашу маму                         | How I Met Your Mother                            | Сінді (4 епізоди)                                       |
| 2011—2015 | с  | Зої Гарт із південного штату                   | Hart of Dixie                                    | Зої Гарт (76 епізодів)                                  |
| 2012      | с  | Пліткарка                                      | Gossip Girl                                      | у ролі самої себе (Епізод: "New York, I Love You XOXO") |
| 2016      | с  | П'яна історія                                  | Drunk History                                    | Констанс Копп (Епізод: "Siblings")                      |
| 2017      | с  | Нашвілл                                        | Nashville                                        | Елісса Грін (5 епізодів)                                |
| 2018      | с  | Візьми два                                     | Take Two                                         | Сем Свіфт (13 епізодів)                                 |
| 2019      | с  | П'яна історія                                  | Drunk History                                    | Гелен Каллаган (Епізод: "Baseball")                     |
| 2019      | тф | Шалено закоханий                               | Lovestruck                                       | Дейзі Велентайн                                         |

## Виноски
1. ↑  Rachel Bilson Gives Birth, Welcomes Baby Girl Briar Rose With Hayden Christensen. Архів оригіналу за 20 березня 2016. Процитовано 29 серпня 2020.
2. ↑  Stephen M. Silverman. (22 лютого 2007). Rachel Bilson: My Mom Gave Me Sex Advice (англ.). People. Архів оригіналу за 1 березня 2012. Процитовано 20 січня 2012.
3. 1 2  Amy Spencer. (7 сентября 2008). Rachel Bilson's Divine Inspiration (англ.). Page Six Magazine. Архів оригіналу за 1 березня 2012. Процитовано 20 січня 2012.
4. ↑  Nicki Gostin. (11 ноября 2011). Rachel Bilson Talks 'Hart Of Dixie,' Kugel And Justin Bieber (англ.). Huffpost Celebrity. Архів оригіналу за 1 березня 2012. Процитовано 20 січня 2012.
5. ↑  Rachel Bilson's Cozy Chicken Sputnik (англ.). Dashboard. 10 июня 2011. Архів оригіналу за 1 березня 2012. Процитовано 20 січня 2012.
6. 1 2  Erin Bried. Just beachy // Self. — май 2006. — С. 36-38.
7. ↑  Rachel Bilson's car crash wake up (англ.). Monsters and Critics. 10 октября 2006. Архів оригіналу за 1 березня 2012. Процитовано 20 січня 2012.
8. 1 2 3  Bilson Relives Car Crash Terror (англ.). Teen Hollywood. 10 октября 2006. Архів оригіналу за 1 березня 2012. Процитовано 20 січня 2012.
9. ↑  Lowri Williams. (5 мая 2006). The OC's Rachel Bilson Reveals Her Near Death Experience (англ.). Entertainment Wise. Архів оригіналу за 1 березня 2012. Процитовано 20 січня 2012.
10. ↑  Bilson Backed Schoolmate Mcphee During American Idol (англ.). Contact Music. 7 сентября 2006. Архів оригіналу за 1 березня 2012. Процитовано 20 січня 2012.